# Mig Macario
Mig Macario est un acteur canado-philippin né le 16 mars 1970 à Atimonan.

## Filmographie

### Cinéma
- 1996 : White Tiger : le laborantin
- 1999 : Summer Love: The Documentary : le fêtard (également réalisateur)
- 2003 : Mon chien, ce héros : le père asiatique
- 2004 : Final Cut : Rom
- 2007 : Afghan Knights : le premier moine

### Télévision
- 1987-1989 : 21 Jump Street : plusieurs rôles (4 épisodes)
- 1989 : E.N.G. : Bobby (1 épisode)
- 1990 : Le Ranch de l'espoir (en) (Neon Rider) : Vincent (1 épisode)
- 1992 : L'As de la crime : Tuan (1 épisode)
- 1995 : X-Files : Aux frontières du réel : le prisonnier tatoué (1 épisode)
- 1996 : Au-delà du réel : L'aventure continue : le laborantin (1 épisode)
- 1996 - 1998 : The Sentinel : Liotta et Danny Choi (2 épisodes)
- 1998 : Master Keaton : Shou
- 2000-2005 : Cold Squad, brigade spéciale : Rosario Dix (2 épisodes)
- 2003 : Dead Zone : Foley (1 épisode)
- 2004 : Human Cargo : le responsable du motel
- 2005 : Killer Instinct : un technicien (1 épisode)
- 2006 : Roméo! : M. Ish (1 épisode)
- 2007 : Everest : Sungdare (4 épisodes)
- 2008 : Less Than Kind : George Amahit (5 épisodes)
- 2009 : La Fille du Père Noël 2 : Panique à Polaris : Sandy
- 2009 - 2011 : The Troop : M. Spezza (3 épisodes)
- 2010 : Fringe : plusieurs rôles (3 épisodes)
- 2011 : Les Roches maudites : Yeshe
- 2011 : Sanctuary : Crixorum et Wahid (2 épisodes)
- 2011 - 2014 : Once Upon a Time : Timide (26 épisodes)
- 2012 : Facing Kate : Warne (1 épisode)
- 2013 : Level Up : Titocona (1 épisode)
- 2013 : Arctic Air : Dr Hui (1 épisode)
- 2014 : Run for Your Life : le président du tribunal
- 2014 : Intruders : Thomas Bellman (1 épisode)
- 2014 : Rush : le serveur (1 épisode)
- 2017 : Esprits criminels : Docteur Michael Bateman (1 épisode)

### Série de téléfilms
- 2019-2020 : Les petits meurtres de Ruby (Ruby Herring Mysteries) : Derek Saylor
  - 2019 : Les petits meurtres de Ruby : témoin silencieux (Ruby Herring Mysteries: Silent Witness) de Paul Ziller
  - 2019 : Les petits meurtres de Ruby : héritage empoisonné (Ruby Herring Mysteries: Her Last Breath) de Fred Gerber
  - 2020 : Les petits meurtres de Ruby : prédiction mortelle (Ruby Herring Mysteries: Prediction Murder) de Neill Fearnley